# Castelleone di Suasa
Castelleone di Suasa is een gemeente in de Italiaanse provincie Ancona (regio Marche) en telt 1712 inwoners (31-12-2004). De oppervlakte bedraagt 15,8 km², de bevolkingsdichtheid is 108 inwoners per km². De naam verwijst naar de voormalige Romeinse stad Suasa, die zich lager bevond in de vallei van de rivier Cesano.

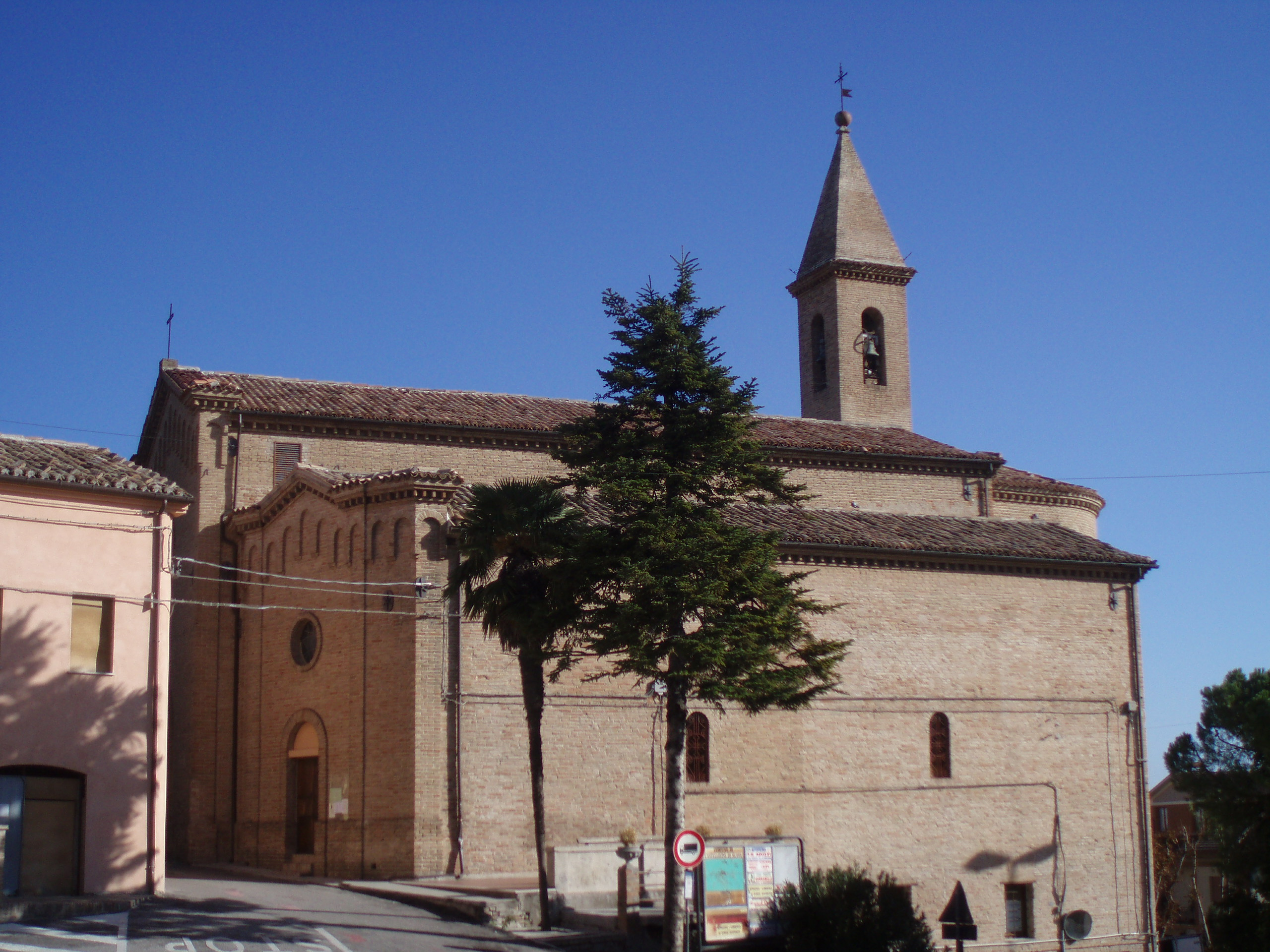
Parochiekerk van de heilige Petrus en Paulus aan het centrale plein van Castelleone di Suasa
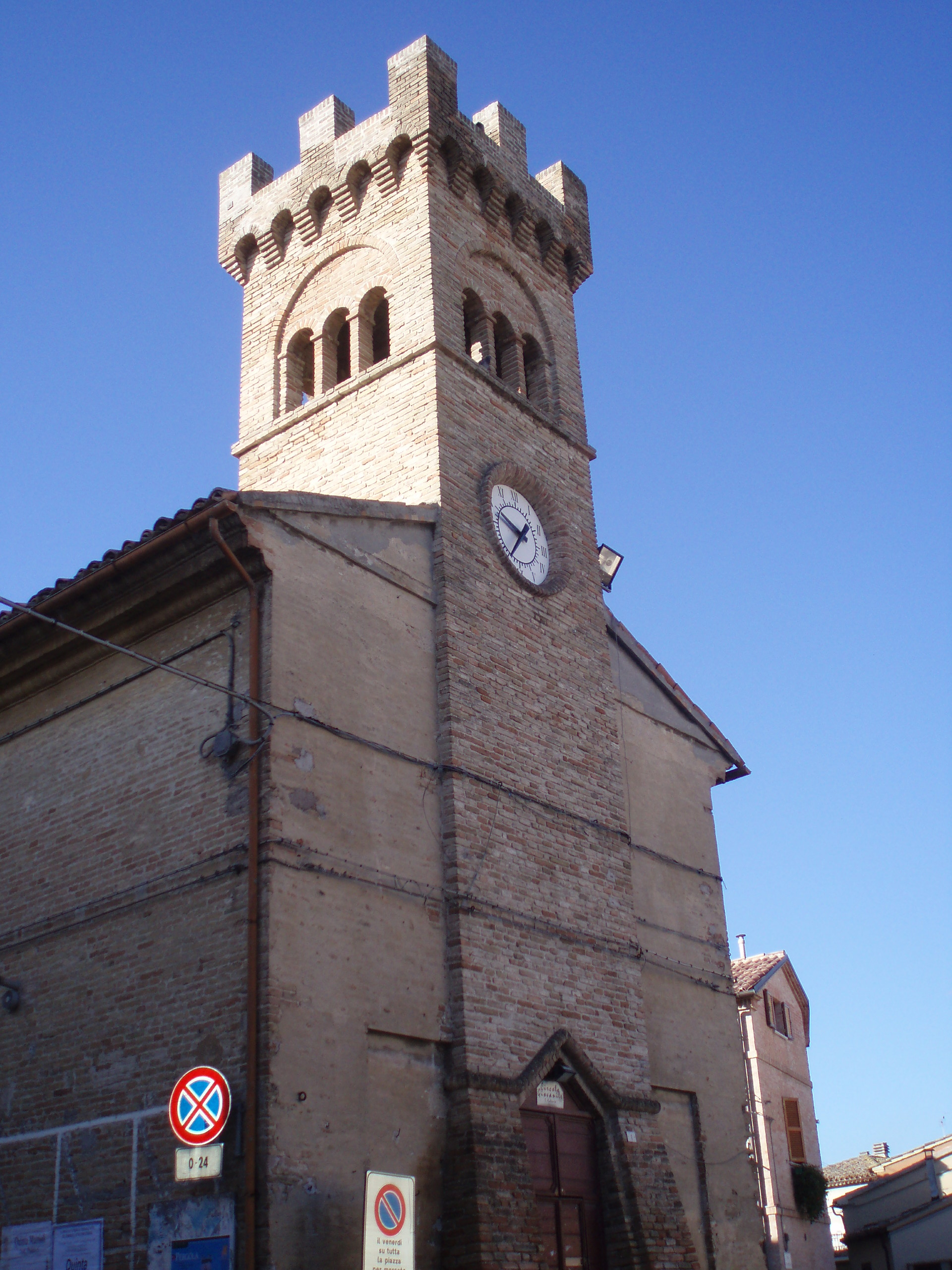
Kerk van Sant'Antonio

## Demografie
Castelleone di Suasa telt ongeveer 639 huishoudens. Het aantal inwoners steeg in de periode 1991-2001 met 2,9% volgens cijfers uit de tienjaarlijkse volkstellingen van ISTAT.
| Jaar | Inwoneraantal |
| ---- | ------------- |
| 1991 | 1641          |
| 2001 | 1689          |

## Geografie
De gemeente ligt op ongeveer 206 m boven zeeniveau.
Castelleone di Suasa grenst aan de volgende gemeenten: Arcevia, Barbara, Corinaldo, Ostra Vetere, San Lorenzo in Campo (PU).